# Альберт Віктор, герцог Кларенс
Принц Альберт Віктор, герцог Кларенський і Евондейлський (англ. Albert Victor Christian Edward; 8 січня 1864, Фрогмор, Віндзор — 14 січня 1892, Сандрингем, Норфолк) — старший син Альберта Едуарда, принца Валлійського (який пізніше став королем Едуардом VII) та Олександри Данської, принцеси Валлійської, і старший внук правлячого монарха, королеви Сполученого Королівства Вікторії. Від моменту свого народження він був другим в лінії успадкування трону, але так і не став королем, тому що помер раніше, ніж його батько і бабуся. Альберт Віктор був відомий у своїй сім'ї як «Едді», і багато біографів називають його цим розмовним іменем.
У юності, будучи кадетом військово-морського флоту, об'їхав велику частину світу; ставши дорослим, пішов до війська, але не брав участі в активних військових діях. Після двох невдалих спроб одружитись наприкінці 1893 року він заручився з принцесою Марією Текською. Декілька тижнів по тому він помер від ускладнення грипу — постгрипозної пневмонії під час пандемії грипу. У липні 1893 року Марія стала дружиною принца Георга, молодшого брата Альберта Віктора, який у 1910 році став королем Георгом V.
Інтелект, сексуальність і спосіб життя Альберта Віктора були об'єктом багатьох спекуляцій. За деякими чутками, він був пов'язаний зі скандалом на вулиці Клівленд, де був бордель для гомосексуалів, але достовірних доказів, які би підтверджували або спростовували ці чутки або ж його сексуальну орієнтацію, немає. Деякі автори стверджують, що він був серійним убивцею, відомим як Джек Патрáч, проте тогочасні документи засвідчують, що він не перебував у Лондоні тоді, коли стались ці вбивства.

## Перші роки

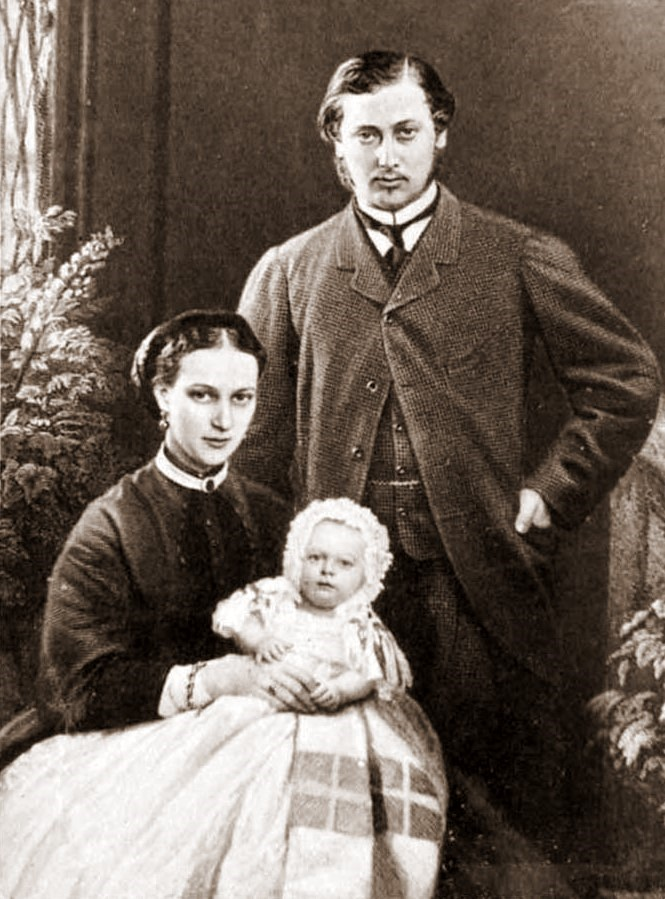
Принц та принцеса Валлійські у 1864 році, із Альбертом Віктором — їхнім новонародженим сином.

Альберт Віктор був першим сином Альберта Едуарда, принца Валлійського (який пізніше став королем Сполученого Королівства Едуардом VII) і Олександри Данської, принцеси консорт.
Він народився на два місяці раніше від призначеного часу — 8 січня 1864 року у Фрогмор-гаусі (заміській резиденції членів британської королівської сім'ї, що поблизу Віндзорського замку). При хрещенні йому дали 4 імені — Альберт Віктор Крістіан Едуард. Прислухавшись до побажань його бабусі королеви Вікторії, його назвали Віктором — на її честь і Альбертом — на честь її чоловіка принца Альберта (Альберт Саксен-Кобург-Готський). Ім'я Крістіан він отримав на честь діда по матері короля Данії Крістіана IX, Едуард — династичне (друге ім'я батька, під яким той згодом царював). Неформально його називали просто Едді. Як внук по чоловічій лінії британського монарха він одержав від народження звертання Ваша Королівська Величність і титул принца Альберта Віктора Валлійського.
Охрестив його Чарлз Томас Лонглі, архієпископ Кентерберійський 10 березня 1864 року у приватній каплиці Букінгемського палацу. Його хрещеними батьками стали королева Вікторія — його бабуся по батькові, король Данії Крістіан IX — його дідусь по матері, якого представляв принц Йоганн де Шлезвіг-Гольштейн-Зондербург-Глюкзбург (брат Крістіана), король Бельгії Леопольд I (його двоюрідний прадідусь), герцогиня-вдова Шлезвіг-Гольштейн-Зондербург-Глюкзбурзька (його прабабуся по матері), яку представляла герцогиня Кембриджська, герцогиня Саксонська-Кобург-Готська (його тітка-бабуся по шлюбу) яку представляла велика герцогиня Меклембург-Стреліц, Вільгельм Гессен-Кассельський, ландграф Гессен-Касселя (його прадідусь по матері) якого представляв принц Георг, герцог Кембриджський, спадкова принцеса Пруссії (його тітка по батькові) яку представляла принцеса Єлена (ще одна з його тіток) і принц Альфред (його дядько по батькові).

### Освіта

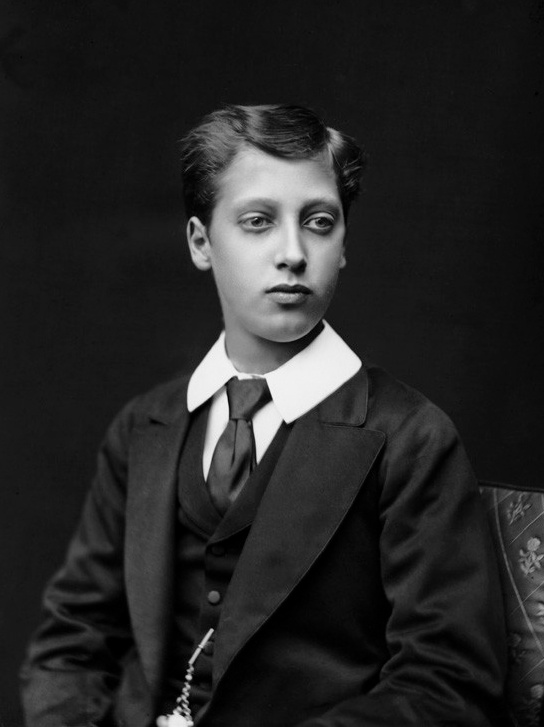
Альберт Віктор, 1875 р.

3 червня 1865 року, коли Альберту Віктору було майже 17 місяців, народився його брат принц Георг. Через близькість віку обоє дітей вчилися разом. У 1871 році королева призначила Джона Ніла Далтона наставником принців. Брати мали спеціально написану програму навчання, яка включала ігри і вправляння у військовій майстерності, а також академічні дисципліни. Далтон скаржився, що розум Альберта Віктора «ненормально в'ялий». Хоча хлопець вивчив датську мову, прогрес у вивченні інших мов і предметів був повільний; інтелектуально він ніколи не виділявся. Леді Джералдін Сомерсет звинувачувала Далтона через погану освіту принца, але дуже імовірно, що існували фізичні причини неуважності і лінивості дитини під час занять, оскільки його народження було передчасним, то з цим могли бути пов'язані труднощі в навчанні або ж абсанс (фр. Petit mal) — легка форма епілепсії, яка проявляється в дитинстві короткими і несподіваними періодами погіршення стану свідомості або «відсутності». Крім того, сер Генрі Понсонбі думав, що хлопець міг успадкувати глухоту від своєї матері.
Розглядалась можливість того, щоб брати одержували освіту окремо, але Далтон порадив Принцу Валлійському цього не робити, бо, на його думку, «принц Альберт Віктор потребує стимулу, що його він отримує від компанії свого брата Георга, і це підштовхує його до роботи». У 1877 році двох юнаків відіслали на «HMS Britannia» — навчальний корабель Королівського військово-морського флоту Великої Британії, де вони почали навчання на два місяці пізніше за інших кадетів, оскільки Альберт Віктор підхопив черевний тиф і мусив перебувати під наглядом лікаря Вільяма Ґалла. Далтон їх супроводжував як капелан корабля. У 1879 році після тривалих обговорень поміж королевою, принцом Валлійським, сім'єю та урядом, брати у ранзі кадетів відбули в навколосвітню подорож на три роки на óблавку судна «HMS Bachante». Альберт Віктор одержав звання гардемарина на свої шістнадцяті уродини. Вони об'їхали Британську імперію у супроводі Далтона і відвідали Америку, Фолклендські острови, Південно-Африканську Республіку, Австралію, Фіджі, Далекий Схід, Сінгапур, Шрі-Ланку, Аден, Єгипет, Святу Землю і Грецію. В Японії вони зробили собі татуювання. На момент повернення до Великої Британії принц мав 18 років.
Брати розділились у 1883 році. Георг продовжив службу на флоті, а Альберт Віктор пішов до Триніті Коледжу в Кембриджі. Йому призначили наставником Джеймса Кеннета Стівена, який деколи жив у Сандрингемському палаці в цей період, разом з Далтоном (який все ще надавав свої послуги як у Триніті, так і в Сандрингемському палаці). Деякі біографи згадують, що Стівен був жінконенависником, і вважається, що це могло бути емоційно пов'язано з Альбертом Віктором, але, в той же час, є спірним, чи були його емоції гомосексуальними. Не відомо, чи мав принц якийсь сексуальний досвід у Кембриджі, хоча до його розпорядження могли бути партнери обох статей. Протягом свого перебування у Триніті він продемонстрував мало зацікавленості до інтелектуального простору і був звільнений від екзаменів, хоча брав участь в університетському житті. З серпня 1884 року він певний час вивчав німецьку мову в Гейдельберзькому університеті Рупрехта-Карла. Після того, як він залишив Кембридж у 1884 році, де служив кадетом у Другому Батальйоні Кембриджського Університету, було оголошено про його офіційне призначення до Десятого Полку Гусарів.
Один з викладачів сказав, що Альберт Віктор вчився на слух замість читати і записувати, і що він не мав ніяких труднощів у запам'ятовуванні інформації, але принц Георг, герцог Кембриджський висловив менш позитивну думку, він вважав його «затятим і невиліковним неробою». Більшість часу, що він провів на військовій базі в Олдершот, принц був зайнятий військовою підготовкою, яка йому була малоприємна, хоча йому подобалось грати в поло. Після здачі екзаменів його перевели до Гаунслоу у березні 1887 року, і там він отримав підвищення по службі, ставши капітаном. Але його приваблювали більше публічні обов'язки, він відвідав Ірландію та Гібралтар і відкривав підвісний міст Гамерсміт. Щодо його особистого життя, то друг дитинства казав, що цей час минув для нього без пригод: «Офіційні особи його брата казали, що вони хотіли перетворити його на світську людину, але він не захотів бути долученим до того світу».

## Скандал на Клівленд-стріт

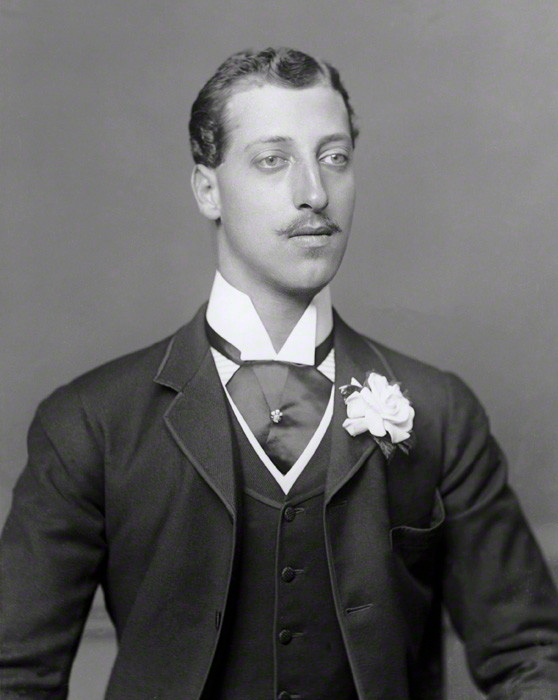
Альберт Віктор, ймовірно, 1888 р.

У липні 1889 року Столична Поліція викрила чоловічий бордель на Клівленд-стріт у Лондоні, який перебував під опікою Чарльза Гаммонда. Під час допиту чоловіки-повії і сутенери розкрили імена своїх клієнтів, до яких належав також лорд Артур Сомерсет, один із особистих конюших принца Валлійського. Того часу гомосексуальні стосунки між чоловіками у Великій Британії були поза законом, і клієнти стикалися із соціальним остракізмом, судовими процесами, а в найгіршому випадку вони одержували два роки в'язниці з виправними роботами.
У цей скандал були втягнуті й інші особи британського суспільства. Серед вищого класу Лондона ходили чутки про участь у цій справі члена королівської сім'ї — принца Альберта Віктора. Чоловіки-повії не згадували принца у своїх свідченнях і тому припускалося, що адвокат Сомерсета Артур Ньютон придумав і розповсюдив цей поголос для того, щоб відвести увагу від свого клієнта. Листи, якими обмінювались повірений у справах Держскарбниці сер Августус Стівенсон і його помічник Гамільтон Кафф, містили зашифровані повідомлення про погрози Ньютона вплутати Альберта Віктора.
Принц Валлійський втрутився в розслідування, кримінального провадження проти когось з клієнтів так ніколи і не почали, і ніколи не починали справи проти Альберта Віктора. Хоча якихось переконливих доказів, які би свідчили за чи проти його участі в скандалі, або чи відвідував він гомосексуальний бордель, немає, а чутки і приховування цієї теми спонукали деяких біографів припускати, що він таки відвідував бордель на Клівленд-стріт, і що він був «імовірно бісексуальним, можливо гомосексуальним». Інші біографи заперечували таке твердження, один з них навіть назвав принца «палко гетеросексуальним», а втягування його в такі чутки «чимось несправедливим». Історик Г. Монтгомері Гайд написав: «Немає жодного доказу, що він був гомосексуалом чи навіть бісексуалом».
Сестра Сомерсета леді Вотерфорд в листі того часу написала: «Я впевнена, що хлопець прямий як лінія […] Артур не знає, як, чи де проводить свій час хлопець […] він вірить, що той абсолютно невинний». Хоча леді Вотерфорд вірила також і заявам Сомерсета про його ж власну невинність. В одному з особистих листів, які Сомерсет надсилав своєму другові лорду Ешеру він заперечив, що знав що-небудь конкретне про принца, але підтвердив, що слідкує за чутками і очікує допомоги, щоб зам'яти будь-які звинувачення. Він написав: «Я можу зрозуміти, що принц Валлійський дуже хвилюється через те, що ім'я його сина пов'язують з цією темою, але так було ще до того, як я покинув цю справу […] Нас обох звинувачували в тому, що ми відвідували оте місце, хоча й не разом […] Вони закінчать судом, у якому відкрито говоритимуть про ті речі, які зараз всі стараються замовчати. Мені лише цікаво, чи це дійсно факти, чи лише вигадки отого лукавого зведе́нника Г[аммонда].»
Чутки тривали довго; через шістдесят років Гарольд Ніколсон, офіційний біограф короля Георга V, отримав інформацію від лорда Годдарда, який на час тих подій був дванадцятирічним студентом, що «Альберт Віктор був учасником справи, пов'язаної з чоловічим борделем, і адвокат був змушений здійснити кривосвідчення, щоб не забруднити його ім'я. Адвоката відсторонили від посади за свій злочин, але потім поновили». Ніхто з адвокатів цієї справи не був засуджений за кривосвідчення або відсторонений на час судових процесів, але адвокатові Сомерсета Артуру Ньютону висунули звинувачення у перешкоджанні правосуддю через те, що той допоміг своїм клієнтам втекти за кордон, і його засудили до 6 місяців тюрми. У 1910 році, більше ніж через 20 років, Ньютона відсторонили на 12 місяців через професійний проступок, коли він сфальшував листи іншого свого клієнта — відомого вбивці Голі Кріппена. У 1913 році його відсторонили на невизначений час і засудили до 3 років тюрми за отримання грошей обманним шляхом.

## Мандри Індію

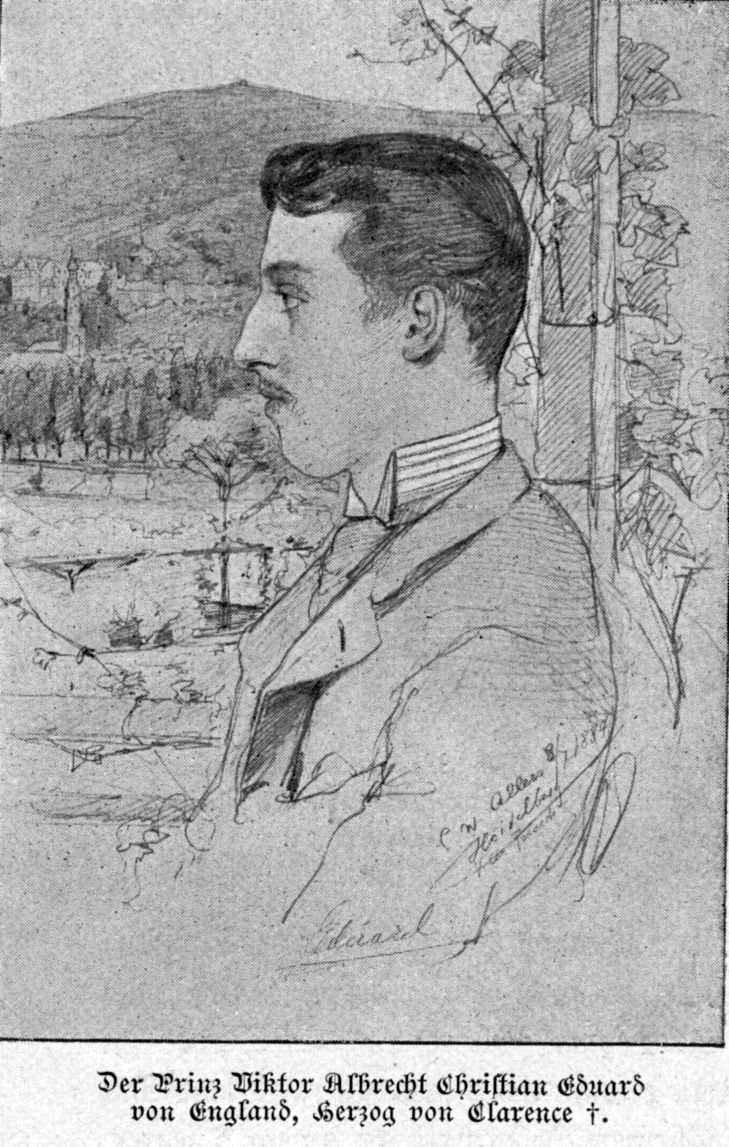
Скетч Альберта Віктора, виконаний Крістіаном Вільгельмом Аллерсом, 1887 р.

У жовтні 1889 року Альберт Віктор вирушив у подорож на сім місяців до Британської Індії, і іноземна преса припускала, що цією поїздкою принц мав намір відсторонитися від чуток, які розповзлися в лондонській громаді у зв'язку зі скандалом. І все ж, не можна сказати, що таке твердження було правдивим, бо ця мандрівка була запланована ще з весни. Мандруючи через Афіни, Порт-Саїд, Каїр, Аден, 9 листопада 1889 року принц прибув до Бомбею. Отримав розкішний прийом від нізама Хайдерабада      і багатьох інших магарадж у різноманітних місцях, які він відвідував. Різдво він зустрів у Мандалаї, а Новий Рік у Колкаті. В основному він пересувався поїздом, але як частина церемоній їздив верхи на слоні. Після повернення з Індії 24 травня 1890 року, на свій 71-й день народження, королева Вікторія надала йому титул герцога Кларенського та Евондейлського і графа Атлонського.
Під час цієї подорожі Альберт Віктор познайомився з панею Марджері Гаддон, дружиною інженера Генрі Гаддона. Після кількох невдалих шлюбів і по смерті принца вона приїхала до Англії і заявила, що той є батьком її сина Кларенса Гаддона. Але оскільки доказів цього не було, то її слова не мали ніяких наслідків. Жінка стала випивати і скидалася на психічно нездорову. До Букінгемського палацу надходили заяви про право батьківства, і керівник спеціального відділу поліції (Special Branch) розслідував ці справи. Документи Національного Архіву Сполученого Королівства показують, що ні придворні, ні Марджері не мали ніяких доказів своїх слів. В одному зверненні до поліції адвокати Альберта Віктора визнали, що між принцом і пані Гаддон був «певний зв'язок», але батьківство вони відкидали.
Незважаючи на це, у 1920-х роках Кларенс, ймовірний син, повторив цю історію і видав книжку у США «Мій дядько Георг V», у якій підтвердив, що він народився в Лондоні у вересні 1890 року, тобто приблизно через 9 місяців після зустрічі Альберта Віктора з панею Гаддон. У 1933 році його звинуватили у вимаганні грошей з погрозами і спробі шантажу після того, як він написав королю, щоб просити в нього гроші за тримання язика за зубами. Під час суду в наступному місяці січні прокуратура представила документи військового призову Гаддона, свідоцтво про одруження, скерування у відрядження, документи звільнення з війська, записи в трудовій книжці, — все це показувало, що він народився у або перед 1887 роком, принаймні на два роки раніше, ніж Альберт Віктор познайомився з панею Гаддон. Суддя визнав його винним, але повіривши, що той страждає від марення, не ув'язнив його, а встановив умову, щоб протягом трьох років той не зробив жодної заяви про те, що його батько — покійний принц. Гаддон не виконав цих умов і його ув'язнили на рік. Знеславлений через свої дивацтва, він помер в немилості. Але навіть якби заяви Гаддона були правдивими, не було б зроблено ніякої зміни в лінії наступництва трону, як це відбувалося і з іншими позашлюбними дітьми в королівській сім'ї.

## Жінки, з якими імовірно мав стосунки Альберт Віктор
Як можливих пасій Альберта Віктора було помічено різних жінок. Першою у 1889 році стала Олександра, принцеса Гессенська, але вона не відповідала взаємністю на почуття принца і відмовила на його пропозицію заручин. Олександра стала дружиною російського царя Миколу II у 1894 році. Була вбита разом з дітьми і чоловіком під час Російської революції 1917 року.
У 1890 році він зав'язав стосунки з принцесою Єленою Орлеанською, дочкою принца Філіпа, графа Паризького і правнучкою короля Луї- Філіпа I, останнього короля французької династії Бурбонів. Королева Вікторія спочатку була проти будь-яких заручин, бо Єлена була католичкою, і вона написала листа принцові, щоб запропонувати йому як добру заміну іншу зі своїх внучок — принцесу Маргариту Прусську. Але з цього нічого не вийшло і одного разу, коли обоє зізнались королеві, що закохані, та відступила і підтримала їхній шлюб. Єлена пообіцяла змінити віру, а Альберт Віктор, своєю чергою, пообіцяв відректися від свого права наступництва трону, щоб одружитись з нею. На розчарування закоханих батько Єлени відмовився прийняти їхній шлюб і залишався непохитним стосовно її наміру змінити віросповідання. Єлена особисто їздила до папи Лева XIII для того, щоб просити його сприяння, але той тільки підтвердив рішення її батька, і на цьому тему було закрито. Пізніше Єлена стала герцогинею де Аоста.
Багато лікарів опікувалися здоров'ям Альберта Віктора у 1890 році. Описували його хворобу лише як гарячку або подагру. Однак, багато біографів припускають, що він страждав на «легку форму венеричної хвороби», можливо, гонореї, але нема жодного відомого джерела, яке б підтвердило цю гіпотезу. Стверджувалось, що у 1891 році принц став об'єктом шантажу від двох повій, яким він писав листи, і ці листи могли викрити його. Аукціонний дім Бонгем у Лондоні у 2002 році продав листи, які імовірно мали стосунок до цієї справи. Однак, виходячи з розбіжностей у почерку і датах цих листів, є підозри, що вони були сфальшовані.
У 1891 році Альберт Віктор написав до леді Сибіл Сент Клер Ерскін і розповів їй, що він знову закоханий, але не сказав, у кого. В цей час обговорювали можливість одруження з іншою претенденткою, принцесою Марією Текською, дочкою двоюрідної сестри королеви Вікторії принцеси Марії Аделаїди, герцогині Текської, і королева демонструвала дуже прихильне ставлення до цих стосунків, вважаючи Марію ідеальною нареченою. На здивування Марії Альберт Віктор запропонував їй шлюб 3 грудня 1891 року у Лютон Гоо, в резиденції датського посла у Великій Британії. Весілля призначили на 27 лютого 1892 року.

## Смерть
У час, коли обговорювались його плани одруження з Марією і призначення намісником Ірландії, Альберт Віктор захворів на грип під час його пандемії у 1889—1892 роках. У нього розвинулася постгрипозна пневмонія, внаслідок чого він помер у Сандрингемському палаці у Норфолку 14 січня 1892 року менше ніж за тиждень після свого двадцять восьмого дня народження. Були присутні принц і принцеса Валлійські, принцеси Мод і Вікторія, принц Джордж, принцеса Марія, герцог і герцогиня Текські, троє лікарів — Манбі, Лакінг і Бродбент — і три медсестри. Фредерік Герві, капелан принца Валлійського, прочитав молитви за тих, хто помирає, стоячи біля Альберта Віктора.
Народ був схвильований. Магазини закривалися. Принц Валлійський написав до королеви Вікторії: «З задоволенням віддав би своє життя за його життя». Марія Текська написала в листі до королеви про принцесу Валлійську: «Її пригнічене обличчя — це щось найбільш надривне і розпачливе з того, що я коли-небудь бачила». Менший брат Альберта Віктора Георг написав: «Я його настільки сильно любив, що зараз згадую з болем майже кожне жорстке слово і кожну маленьку сварку, що в нас була, і палко прагну попросити в нього пробачення, але на жаль, тепер є вже занадто пізно!». Георг зайняв місце брата в лінії наступництва трону і, зрештою, став королем, отримавши ім'я Георга V. Відносини Марії і Георга стали більш тісними після спільно пережитого трауру, і у 1893 році вони одружились. Марія стала королевою консорт, коли у 1910 році Георг зійшов на трон.
Сучасна історіографія продемонструвала, що теорії змови, які оточують смерть Альберта Віктора, як от — смерть від сифілісу, отруєння, чи що його підштовхнули до загибелі за вказівкою лорда Рендольфа Черчілля, або що його смерть була розіграна, щоб усунути його з лінії наступництва трону — неправдиві. Александра так і не змогла отямитись від смерті свого сина і оберігала кімнату, в якій той помер, як святилище. На похороні Марія Текська поклала свою вінчальну корону на труну. Джеймс Кеннет Стефен колишній наставник Альберта Віктора, відмовився від їжі з дня смерті принца і помер через 20 днів (він страждав від психозу, після того як у 1886 році отримав травму голови).
Принца поховано у Каплиці Альберт Меморіал (Albert Memorial Chapel), яку королева Вікторія перетворила на монумент пам'яті свого чоловіка, і що прилягає до Каплиці Св. Джорджа у Віндзорському замку. Його склеп, створений Альбертом Гілбертом в стилі модерн, «є одним з найкращих витворів скульптури кінця XIX ст. на британських островах». Скульптура принца, вдягненого в гусарську уніформу, відпочиває на могилі. Над ним ангел стоїть на колінах і підтримує небесну корону. Ансамбль оточений вишукано зробленою балюстрадою, оздобленою фігурами святих. Перфекціоніст Гілберт сильно спізнився з виконанням цього завдання, оскільки збанкрутів і покинув країну. Тільки після свого повернення до Британії у 20-х роках п'ять з менших фігур змогли закінчити, хоча і «більш грубо і фактурно».

## Спадок
Більшість британської преси під час життя Альберта Віктора ставились до нього з великою повагою і перші коментарі в пресі після його смерті були повні похвали. Генрі Бродхерст, радикальний політик, який одного разу зустрічався з Альбертом Віктором і його братом Георгом, відзначав, що «у них повністю були відсутні пихатість або зарозумілість». В день його смерті Вільям Еварт Гладстон, провідник ліберальної партії Сполученого Королівства, написав в своєму особистому щоденнику: «Величезна втрата для нашої партії». Однак, королева Вікторія у своїх листах до старшої дочки, які згодом були опубліковані, згадала про «розгнуздане життя» свого внука". Крім цього у XX ст. офіційні біографи королеви Марії і короля Георга V Джеймс Поп Генессі і Гарольд провокували неприхильні оцінки Ніколсон стосовно життя Альберта Віктора, його описували як ледаря, погано освіченого і фізично слабкого. Природа його «розгнузданості» не є цілком зрозуміла, але Тео Аронсон у 1994 році з «безумовно непрямими» доказами підтримав теорію про те, що «його розгнузданість і вільнодумство несли в собі переважно гомосексуальні нахили». Думка Аронсона базується на "обожнюванні Альбертом Віктором своєї матері — владної і вишуканої, його «бракові мужності», на його «сором'язливих витівках» і його «приємній, м'якій, спокійній і чарівливій натурі», так само, як і на чутках про скандал з Клівлендською вулицею і його думці про те, що «певна кількість гомосексуальності є у всіх чоловіках». Тим не менше, він визнавав, що «звинувачення у гомосексуальності стосовно принца Едді треба робити з обережністю».
Припущення, що Альберт Віктор міг бути пов'язаний з убивствами Джека Патрачá вперше з'явились у 1962 році, коли французький письменник Філіппе Джулліан видав біографію Едуарда VII, де він зробив натяк на деякі чутки, що вказували на принца як відповідального за вбивства, хоча деталей стосовно своїх джерел він не подав. У 1970 році британський хірург Томас Е. А. Стовелл написав статтю під назвою «Джек Патрáч — розгадка?» («Jack the Ripper — A Solution?»), вона вийшла в листопадовому номері часопису «Криміналіст» (The Criminologist). Хоча свого підозрюваного він ніколи прямо не називав в статті, зате детально описав його сім'ю, зовнішність і прізвиська, і це все вказувало на те, що йшлося про внука королеви Вікторії Альберта Віктора. Пізніше деякі люди стверджували, серед них і Стівен Найт у «Джек Патрач. Остаточна розгадка» (1976), що принц мав сина з однією жінкою у районі Вайтчепел у Лондоні (Whitechapel, і що він або кілька людей високого суспільного становища здійснили вбивства, намагаючись приховати його непорядність. Хоча ці теорії часто повторюються, в академічних колах на них так і не звернули уваги, їх вважають вигадками і посилаються на беззаперечні докази невинуватості принца. Наприклад, 30-го вересня 1888 року, коли було вбито Елізабет Страйд і Кетрін Едовз, Альберт Віктор був в замку Балморал, королівській резиденції в Шотландії в присутності королеви Вікторії, інших членів родини, а також німецької королівської сім'ї і численної обслуги. Відповідно до офіційного двірського циркуляру, щоденників і листів членів сім'ї, газет та інших джерел, принц не міг би бути близько до місця скоєння будь-якого з цих вбивств.
Внаслідок усього цього посмертна слава про Альберта Віктора стала така погана, що Філіп Магнус у 1964 році заявив, що смерть принца стала «проявом Божого милосердя», таке твердження йде в унісон з думками, що його смерть усунула невідповідного спадкоємця на трон і замінила його на гідного і стриманого Георга V. У 1972 році Майкл Гаррісон став першим сучасним автором, який переоцінив постать Альберта Віктора і потрактував його більш осмислено. В останні роки Ендрю Кук продовжує спроби відновити репутацію принца і пояснює, що його недостатній поступ в навчанні — це частково провина його наставника Далтона, який був не досить вмілий; принц на його думку, був людиною доброю і чарівною, а достовірних доказів, що той був гомосексуалом чи бісексуалом, або ж, мав ліберальні погляди, нема, особливо стосовно Гомруля (Home Rule)(руху, що вимагав більшої автономії для уряду Ірландії), і що зрештою, його репутацію зіпсували біографи, які хотіли таким чином покращити славу його брата Георга.

## Втілення в кінематографі
Теорії змови, що оточують життя Альберта Віктора, призвели до того, що у кіно і по телебаченню його зображають як відповідального або причетного якимось чином до вбивств Джека-Різника. У фільмі трилері режисера Боба Кларка «Вбивстві за наказом» («Murder by Decree») про Шерлока Холмса, який вийшов на екрани у 1979 році, Робін Маршал виконав роль герцога Кларенського. Телевізійний серіал «Джек Патрач», що вийшов на екрани у 1988 році, показав Марка Кульвіка в ролі принца Альберта Віктора. У телесеріалі «Патрáч», що вийшов у 1997 році, Сем'юел Вест представив персонаж принца Едді. Так сталося випадково, що в дитинстві Вест зіграв Альберта Віктора у мінісеріалі «Едвард Сьомий», де головну роль грав його батько Тімоті Вест. У фільмі братів Х'юго «З пекла» («From hell»), який з'явився у 2001 році, за основу сценарію було взято роман Алана Мура і Едді Кембела з аналогічною назвою; Макс Декстер зіграв принца і Волтера Сікерта. Ця історія стала також основою для створення театральної п'єси «Force and Hypocrisy» Дуга Люсі.
У кількох повістях в жанрі альтернативної історії Пітер Дікінсон намагається уявити світ, де Альберт Віктор вижив і править як Віктор I. У короткій історії про Шерлока Холмса від Гарі Ловізі в стилі «паралельні світи» «The Adventure of the Missing Detective» його описано як короля-тирана, що зійшов на трон після того, як померли за підозрілих обставин його бабуся і батько. Принц також появляється як жертва вбивства в одному з двох перших детективів лорда Френсіса Паверскорта «Goodnight Sweet Prince», як вампір у романі «I, Vampire» Майкла Ромкі і як підозрюваний у вбивстві у романі «Death at Glamis Castle» Робіна Райджа.

## Титули, звертання, пошанування і зброя

### Титули та звертання
За народженням Альберт Віктор став принцом Британської імперії і отримав офіційне до нього звертання «Ваша королівська величність». 24 травня 1890 року його було названо першим герцогом Кларенським і Евондейлським і першим графом Аслонським, та ці титули були анульовані після його смерті.

### Суспільне пошанування
Альберт Віктор отримував численні британські та іноземні почесті і нагороди. Йому було присвоєно звання кавалера Ордену Підв'язки 3 вересня 1883 року, кавалера Ордену Святого Патрика 28 червня 1887 року і Польового ад'ютанта королеви («Aide-de-Camp») у 1888 році. Також він отримав почесний титул Доктора юридичних наук Дублінського університету у 1887 році та Кембриджського університету у 1888 році.
Його було названо кавалером великого хреста Ордену Лева Голландського, отримав великий хрест португальського Ордену Башти і Меча, великий хрест іспанського Ордену Карлоса III, великий хрест Ордену Османії від Османської імперії, великий хрест Ордену Зірки від Королівства Румунії, великий хрест Вищого ордену Святого Благовіщення Королівства Італія і великий хрест Ордену Південного Хреста від Бразильської імперії.
Пішов на службу в Королівський військово-морський флот Великої Британії у 1877 році і служив кадетом на кораблі Її Величності «HMS Britannia» до 1879 року; потім як кадет на служив на судні «HMS Bacchante» до 1880 року, коли обіймав ранг гардемарина, що тривало до 1883 року. З 1886 до 1887 року мав ранг лейтенанта Дев'ятого Полку Гусарів і у 1877 році йому присвоїли звання капітана Дев'ятого Полку Уланів Її Величності. Був капітаном Третього Зводу Королівських Стрільців з 1887 до 1889 року і майором Десятого Полку Гусарів з 1889 до 1992 року. Також отримав почесні військові звання полковника Четвертого Полку Бенгальської Піхоти, Четвертого Полку Бомбейської Кавалерії, крім того, Першого Полку Пунджабської Кавалерії, всі ці призначення — з британської Індії.

### Герб
З титулом герцога Альберт Віктор одержав герб, який відносився до герба Сполученого Королівства, розмежований бо на ньому лежить герб Саксонії і бризеру до трьох підвісок срібла, центральна підвіска має хрест червлінь.

## Родовід
|  |                                                                           |  |  |  |  |  |  |  |  |  |  |  |  |  |  |  |
|  | 16. Франц, герцог Саксен-Кобург-Заальфельдский                            |  |  |  |  |  |  |  |  |  |  |  |  |  |  |  |
|  |                                                                           |  |  |  |  |  |  |  |  |  |  |  |  |  |  |  |
|  |                                                                           |  |  |  |  |  |  |  |  |  |  |  |  |  |  |  |
|  | 8. Ернст I, герцог Саксен-Кобург-Готський                                 |  |  |  |  |  |  |  |  |  |  |  |  |  |  |  |
|  |                                                                           |  |  |  |  |  |  |  |  |  |  |  |  |  |  |  |
|  |                                                                           |  |  |  |  |  |  |  |  |  |  |  |  |  |  |  |
|  | 17. Графиня Августа Ройс Еберсдорфська                                    |  |  |  |  |  |  |  |  |  |  |  |  |  |  |  |
|  |                                                                           |  |  |  |  |  |  |  |  |  |  |  |  |  |  |  |
|  |                                                                           |  |  |  |  |  |  |  |  |  |  |  |  |  |  |  |
|  | 4. Принц Альберт Саксен-Кобург-Готський                                   |  |  |  |  |  |  |  |  |  |  |  |  |  |  |  |
|  |                                                                           |  |  |  |  |  |  |  |  |  |  |  |  |  |  |  |
|  |                                                                           |  |  |  |  |  |  |  |  |  |  |  |  |  |  |  |
|  | 18. Август, герцог Саксен-Гота-Альтенбурзький                             |  |  |  |  |  |  |  |  |  |  |  |  |  |  |  |
|  |                                                                           |  |  |  |  |  |  |  |  |  |  |  |  |  |  |  |
|  |                                                                           |  |  |  |  |  |  |  |  |  |  |  |  |  |  |  |
|  | 9. Принцеса Луїза Саксен-Гота-Альтенбурзька                               |  |  |  |  |  |  |  |  |  |  |  |  |  |  |  |
|  |                                                                           |  |  |  |  |  |  |  |  |  |  |  |  |  |  |  |
|  |                                                                           |  |  |  |  |  |  |  |  |  |  |  |  |  |  |  |
|  | 19. Герцогиня Луїза Шарлотта Мекленбург-Шверінська                        |  |  |  |  |  |  |  |  |  |  |  |  |  |  |  |
|  |                                                                           |  |  |  |  |  |  |  |  |  |  |  |  |  |  |  |
|  |                                                                           |  |  |  |  |  |  |  |  |  |  |  |  |  |  |  |
|  | 2. Едуард VII, король Великої Британії                                    |  |  |  |  |  |  |  |  |  |  |  |  |  |  |  |
|  |                                                                           |  |  |  |  |  |  |  |  |  |  |  |  |  |  |  |
|  |                                                                           |  |  |  |  |  |  |  |  |  |  |  |  |  |  |  |
|  | 20. Георг III, король Великої Британії                                    |  |  |  |  |  |  |  |  |  |  |  |  |  |  |  |
|  |                                                                           |  |  |  |  |  |  |  |  |  |  |  |  |  |  |  |
|  |                                                                           |  |  |  |  |  |  |  |  |  |  |  |  |  |  |  |
|  | 10. Едуард Август, герцог Кентський                                       |  |  |  |  |  |  |  |  |  |  |  |  |  |  |  |
|  |                                                                           |  |  |  |  |  |  |  |  |  |  |  |  |  |  |  |
|  |                                                                           |  |  |  |  |  |  |  |  |  |  |  |  |  |  |  |
|  | 21. Герцогиня Шарлотта Мекленбург-Стреліцька                              |  |  |  |  |  |  |  |  |  |  |  |  |  |  |  |
|  |                                                                           |  |  |  |  |  |  |  |  |  |  |  |  |  |  |  |
|  |                                                                           |  |  |  |  |  |  |  |  |  |  |  |  |  |  |  |
|  | 5. Вікторія I, королева Великої Британії                                  |  |  |  |  |  |  |  |  |  |  |  |  |  |  |  |
|  |                                                                           |  |  |  |  |  |  |  |  |  |  |  |  |  |  |  |
|  |                                                                           |  |  |  |  |  |  |  |  |  |  |  |  |  |  |  |
|  | 22. Франц, герцог Саксен-Кобург-Заальфельдский (= 16)                     |  |  |  |  |  |  |  |  |  |  |  |  |  |  |  |
|  |                                                                           |  |  |  |  |  |  |  |  |  |  |  |  |  |  |  |
|  |                                                                           |  |  |  |  |  |  |  |  |  |  |  |  |  |  |  |
|  | 11. Принцеса Вікторія Саксен-Кобург-Заальфельдська                        |  |  |  |  |  |  |  |  |  |  |  |  |  |  |  |
|  |                                                                           |  |  |  |  |  |  |  |  |  |  |  |  |  |  |  |
|  |                                                                           |  |  |  |  |  |  |  |  |  |  |  |  |  |  |  |
|  | 23. Графиня Августа Ройс Еберсдорфська (= 17)                             |  |  |  |  |  |  |  |  |  |  |  |  |  |  |  |
|  |                                                                           |  |  |  |  |  |  |  |  |  |  |  |  |  |  |  |
|  |                                                                           |  |  |  |  |  |  |  |  |  |  |  |  |  |  |  |
|  | 1. Принц Альберт Віктор, герцог Кларенса та Евондейла                     |  |  |  |  |  |  |  |  |  |  |  |  |  |  |  |
|  |                                                                           |  |  |  |  |  |  |  |  |  |  |  |  |  |  |  |
|  |                                                                           |  |  |  |  |  |  |  |  |  |  |  |  |  |  |  |
|  | 24. Фрідріх Карл Людвіг, герцог Шлезвіг-Гольштайн-Зондербург-Бекський     |  |  |  |  |  |  |  |  |  |  |  |  |  |  |  |
|  |                                                                           |  |  |  |  |  |  |  |  |  |  |  |  |  |  |  |
|  |                                                                           |  |  |  |  |  |  |  |  |  |  |  |  |  |  |  |
|  | 12. Фрідріх Вільгельм, герцог Шлезвіг-Гольштайн-Зондербург-Глюксбургський |  |  |  |  |  |  |  |  |  |  |  |  |  |  |  |
|  |                                                                           |  |  |  |  |  |  |  |  |  |  |  |  |  |  |  |
|  |                                                                           |  |  |  |  |  |  |  |  |  |  |  |  |  |  |  |
|  | 25. Графиня Фредеріка Шлібенська                                          |  |  |  |  |  |  |  |  |  |  |  |  |  |  |  |
|  |                                                                           |  |  |  |  |  |  |  |  |  |  |  |  |  |  |  |
|  |                                                                           |  |  |  |  |  |  |  |  |  |  |  |  |  |  |  |
|  | 6. Крістіан IX Данський                                                   |  |  |  |  |  |  |  |  |  |  |  |  |  |  |  |
|  |                                                                           |  |  |  |  |  |  |  |  |  |  |  |  |  |  |  |
|  |                                                                           |  |  |  |  |  |  |  |  |  |  |  |  |  |  |  |
|  | 26. Принц Карл Гессен-Кассельський                                        |  |  |  |  |  |  |  |  |  |  |  |  |  |  |  |
|  |                                                                           |  |  |  |  |  |  |  |  |  |  |  |  |  |  |  |
|  |                                                                           |  |  |  |  |  |  |  |  |  |  |  |  |  |  |  |
|  | 13. Принцеса Луїза Кароліна Гессен-Кассельська                            |  |  |  |  |  |  |  |  |  |  |  |  |  |  |  |
|  |                                                                           |  |  |  |  |  |  |  |  |  |  |  |  |  |  |  |
|  |                                                                           |  |  |  |  |  |  |  |  |  |  |  |  |  |  |  |
|  | 27. Принцеса Луїза Данська                                                |  |  |  |  |  |  |  |  |  |  |  |  |  |  |  |
|  |                                                                           |  |  |  |  |  |  |  |  |  |  |  |  |  |  |  |
|  |                                                                           |  |  |  |  |  |  |  |  |  |  |  |  |  |  |  |
|  | 3. Принцеса Олександра Данська                                            |  |  |  |  |  |  |  |  |  |  |  |  |  |  |  |
|  |                                                                           |  |  |  |  |  |  |  |  |  |  |  |  |  |  |  |
|  |                                                                           |  |  |  |  |  |  |  |  |  |  |  |  |  |  |  |
|  | 28. Принц Фрідріх Гессен-Кассельський                                     |  |  |  |  |  |  |  |  |  |  |  |  |  |  |  |
|  |                                                                           |  |  |  |  |  |  |  |  |  |  |  |  |  |  |  |
|  |                                                                           |  |  |  |  |  |  |  |  |  |  |  |  |  |  |  |
|  | 14. Принц Вільгельм Гессен-Кассельський                                   |  |  |  |  |  |  |  |  |  |  |  |  |  |  |  |
|  |                                                                           |  |  |  |  |  |  |  |  |  |  |  |  |  |  |  |
|  |                                                                           |  |  |  |  |  |  |  |  |  |  |  |  |  |  |  |
|  | 29. Принцеса Кароліна Нассау-Узінгенська                                  |  |  |  |  |  |  |  |  |  |  |  |  |  |  |  |
|  |                                                                           |  |  |  |  |  |  |  |  |  |  |  |  |  |  |  |
|  |                                                                           |  |  |  |  |  |  |  |  |  |  |  |  |  |  |  |
|  | 7. Принцеса Луїза Гессен-Кассельська                                      |  |  |  |  |  |  |  |  |  |  |  |  |  |  |  |
|  |                                                                           |  |  |  |  |  |  |  |  |  |  |  |  |  |  |  |
|  |                                                                           |  |  |  |  |  |  |  |  |  |  |  |  |  |  |  |
|  | 30. Фрідріх, принц Данський та Норвезький                                 |  |  |  |  |  |  |  |  |  |  |  |  |  |  |  |
|  |                                                                           |  |  |  |  |  |  |  |  |  |  |  |  |  |  |  |
|  |                                                                           |  |  |  |  |  |  |  |  |  |  |  |  |  |  |  |
|  | 15. Принцеса Луїза Шарлотта Данська                                       |  |  |  |  |  |  |  |  |  |  |  |  |  |  |  |
|  |                                                                           |  |  |  |  |  |  |  |  |  |  |  |  |  |  |  |
|  |                                                                           |  |  |  |  |  |  |  |  |  |  |  |  |  |  |  |
|  | 31. Графиня Софія Фредеріка Мекленбург-Шверінська                         |  |  |  |  |  |  |  |  |  |  |  |  |  |  |  |
|  |                                                                           |  |  |  |  |  |  |  |  |  |  |  |  |  |  |  |
|  |                                                                           |  |  |  |  |  |  |  |  |  |  |  |  |  |  |  |